# CPR-1000

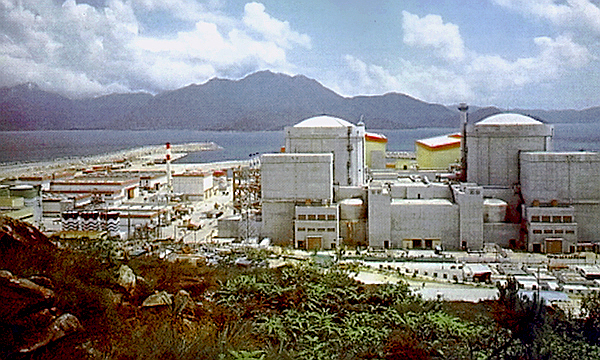
Kerncentrale Daya Bay

Een CPR-1000-kernreactor is een Chinese kernreactor van het type drukwaterreactor die 1080 megawatt elektrisch vermogen levert.
De CPR-1000 wordt gebouwd en bedreven door China Guangdong Nuclear Power Company (CGNPC).
De CPR-1000 lijkt in opbouw op de kerncentrale Grevelingen. Hij is immers gebaseerd op een Franse kernreactor van 900 MW in 1990 door Areva ingevoerd in China.
Op 15 juli 2010 ging de eerste CPR-1000 in bedrijf voor Ling Ao Nuclear Power Plant.
Ondertussen bestaan er verbeterde advanced ACPR-1000 en ACPR-1000+ versies.
Alleen in China staan er al verschillende dergelijke kernreactoren, zijn er meerdere gepland en is export naar andere landen gepland.